# Pocé-les-Bois

Pocé-les-Bois este o comună în departamentul Ille-et-Vilaine, Franța. În 1 ianuarie 2022 avea o populație de 1.317 de locuitori.